# Sadová (Písek)
Sadová je ulice v Písku na Budějovickém Předměstí. Nachází se mezi ulicemi Nádražní a Švantlovou a prochází kolem parku Na Sadech.

## Historie
V květnu roku 1908 se konala stromková slavnost, při níž žáci obecných a měšťanských škol vysázelo stromky. V průběhu několika let byly podél parku vystavěny secesní zahradní vily. Filmový režisér Václav Krška v jedné z nich bydlel. 
Městské zastupitelstvo pro ulici 13. března 1912 schválilo název  U Jubilejního sadu. Název byl 12. února 1912 změněn a ulice přejmenována na Masarykovu. Při německé okupaci muselo být pojmenování zrušeno a ulice se jmenovala Schiller Gasse, Friedrich von Schiller byl německý básník a dramatik. Po osvobození v roce 1945 byla ulice opět Masarykova. Netrvalo dlouho a plénum Městského národního výboru odsouhlasilo 15. května 1954 název Sadová.
Jméno T. G. Masaryka bylo ulici opět vráceno v roce 1968. Občané měli četné připomínky vzhledem k protilidové politice prezidenta Masaryka a tak se v březnu 1971 konalo znovu přejmenování na ulici Sadovou.